# Sur une barricade
 (novembre 2017).
Si vous disposez d'ouvrages ou d'articles de référence ou si vous connaissez des sites web de qualité traitant du thème abordé ici, merci de compléter l'article en donnant les références utiles à sa vérifiabilité et en les liant à la section « Notes et références ».
Sur une barricade, au milieu des pavés, ou simplement Sur une barricade, est un célèbre poème de Victor Hugo publié dans L'Année terrible en 1872. Hugo dénonce dans ce poème la répression de la Commune, et évoque notamment le thème de l'enfance dans la violence.

## Contenu
Le poème est composé de deux parties.
Dans la première, Victor Hugo expose le récit :  un enfant, arrêté par les soldats versaillais pour avoir combattu avec les Communards sur une barricade, demande et obtient l'autorisation d'aller rendre sa montre à sa mère avant d'être fusillé. Il tient parole et revient effectivement. Hugo donne alors au lecteur une leçon de morale à travers l'officier versaillais impressionné par le courage de l'enfant : « La mort stupide eut honte, et l'officier fit grâce. »
Dans la seconde partie, Victor Hugo fait référence aux héros grecs de l'Antiquité, à qui il compare l'enfant. Pour l'auteur, les actions courageuses et exemplaires sont plus importantes que les crimes commis par les hommes pendant une guerre.